# Bouvier des Flandres
De bouvier des Flandres, ook wel Vlaamse koehond, is een hondenras dat zijn oorsprong in België vindt. Oorspronkelijk werden ze gefokt en gebruikt als veedrijver, schapenhoeder en als lastdier, tegenwoordig worden ze ook vaak ingezet als politiehond en waakhond, en zijn ze terug te vinden als huisdier. De Franse benaming – bouvier des Flandres – betekent letterlijk "koeherder uit Vlaanderen".

## Geschiedenis
Het ras is voortgekomen uit kruisingen van de Ierse wolfshond, de mâtin belge (trekhond) en de Lakense herder. Van oorsprong werd dit ras gebruikt als waakhond of veedrijver, wat ook zijn naam verklaart (boeuf = rund). Pas in 1922 werd men het eens over de naam bouvier belge des Flandres of Vlaamse koehond, waarna het ras officieel erkend werd bij de FCI. Pas in 1965 was er overeenstemming over de nu officiële naam bouvier des Flandres.
Na het coupeerverbod van de oren (in 1989) en later de staart (1 september 2001), heeft de bouvier zijn oorspronkelijke voorkomen terug in Nederland en in andere landen waar een vergelijkbaar verbod van kracht is. De meest voorkomende kleuren zijn peper en zout,gestroomd, zwart, grijs en blond.

## Beschrijving

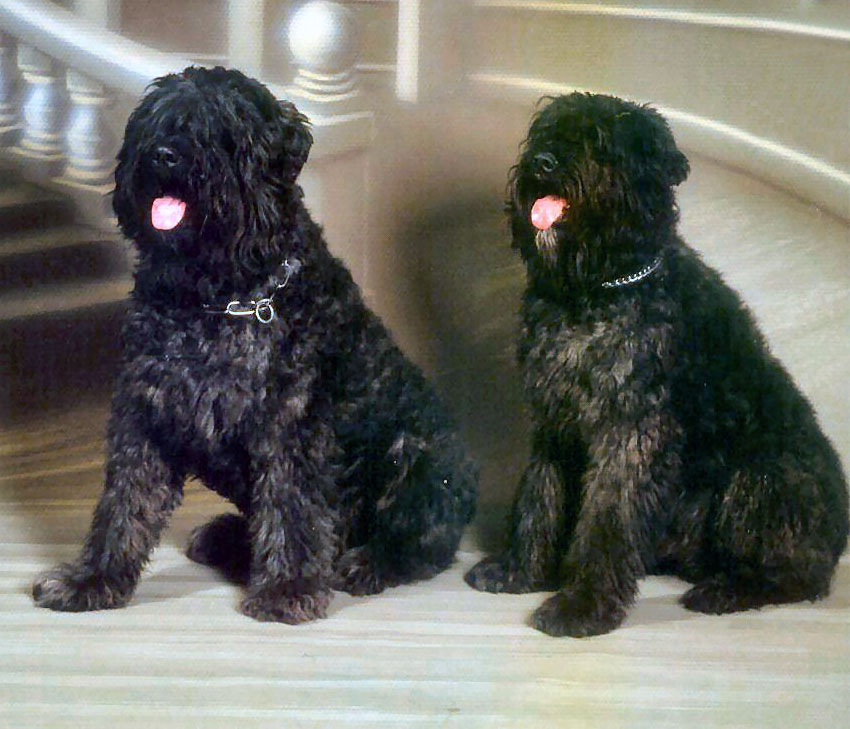
Pups

De bouvier heeft een kort en compact lichaam met sterke ledematen. Deze hond straalt kracht uit, maar zonder er lomp uit te zien.
De hond heeft het rustige en bedachtzame karakter van een verstandige, maar onverschrokken hond. De levendige uitstraling van dit ras benadrukt zijn intelligentie, energie en brutaliteit.

## Gebruik
De meeste bouviers worden primair als gezinshond gehouden. Het ras wordt ook gebruikt als waakhond en is door zijn goede reflexen en sterke neus ook goed te gebruiken bij reddingswerkzaamheden. Een kenmerkende karaktertrek van het dier is dat hij aangeleerde acties zelfstandig kan blijven uitvoeren. Bij het fokken is het van belang dat niet alleen gelet wordt op de aantrekkelijkheid als show- en gezelschapsdier maar ook op de geschiktheid  voor de oorspronkelijke taken.

## Rasverenigingen
In Nederland zijn twee door de Raad van Beheer erkende rasverenigingen. De Nederlandse Bouvier Club (NBC) werd opgericht in 1923. In 2011 kwam daar de vereniging Boe4 bij. In België is de rasclub BCBBF&A houder van de in 1955 door de FCI vastgelegde standaard, de Belgische rasclub werd opgericht in 1921. Tegenwoordig is de Belgische Bouvier Club actief op diverse fronten. Ze organiseren speciale shows voor de Bouvier des Flandres en regelmatig testen voor de werkhonden. 

## Vergelijkbare hondenrassen
- Bouvier des Ardennes
- Riesenschnauzer
- Zwarte Russische terriër

## Voetnoten
1. 1 2  FCI-Standard N°191: Bouvier des Flandres (27 september 2002), pp. 10. Geraadpleegd op 30 september 2016.